# همتعلی سالم
همتعلی سالم (۱۲۹۶ – ۲ اسفند ۱۳۷۵) نوازنده کمانچه و از چهره‌های سرشناس موسیقی لری بود.

## زندگی
سالم به سال ۱۲۹۶ در خرم‌آباد به دنیا آمد. نخستین بار کمانچه را نزد فردی به نام علیرضا الماس فرا می‌گیرد. او تحصیلات زمان خود را تا ششم ابتدایی ادامه می‌دهد، اما به کارهای دولتی علاقه‌ای نداشته و تا پایان عمر به ترانه‌سرایی و آهنگ سازی وفادار می‌ماند. او همچنین جزو آن دسته موسیقیدانانی بود که به تمام گویش‌های استان لرستان قادر به خواندن بود.
خدمت بزرگ او را ارائه و انتقال بسیاری از مقام های موسیقی لری می دانند. سالم با بهره گیری از طبع شاعرانه ی خود سرگذشت شخصی به نام کِرَمی را  به شکل منظوم درآورده و  در یک تصنیف به نام کِرَمی به یادگار گذاشت که جز خاطره جمعی مردم زمان خود شد. همت علی را میتوان آخرین نسل از نسل پیشگامان نوازندگی کمانچه در لرستان دانست ، ضمن آنکه نسلی از کمانچه نوازان بزرگ لرستان از جمله استاد فقید پیرولی کریمی ، علیرضا حسین خانی و حسین سالم در مکتب وی پرورش یافته اند.

## شاگردان مهم
سالم شاگردان مهمی در زمینه موسیقی تربیت نمود که از مهم‌ترین این افراد می‌توان به پیرولی کریمی، علیرضا حسین خانی و فرزند خودش؛ حسین سالم اشاره کرد.

## آثار
از ترانه‌ها و تصانیف او می‌توان به:کرمی، ملت غیور، چشم مست و دنیای دنی اشاره کرد.

## مرگ
او سرانجام به تاریخ دوم اسفند سال ۱۳۷۵ شمسی درگذشت. گور او در خرم‌آباد، قبرستان خضر، حد فاصل بهشت ششم و هفتم واقع است.